# Dichetophora
Dichetophora is een vliegengeslacht uit de familie van de slakkendoders (Sciomyzidae).

## Soorten
- D. finlandica Verbeke, 1964
- D. obliterata (Fabricius, 1805)